# Galati Mamertino
Galati Mamertino là một đô thị ở tỉnh Messina trong vùng Sicilia của Italia, có vị trí cách khoảng 120 km về phía đông của Palermo và vào khoảng 70 km về phía tây của Messina. Tại thời điểm ngày 31 tháng 12 năm 2004, đô thị này có dân số 3.026 người và diện tích là 39 km².
Đô thị Galati Mamertino có các frazione (subdivision) San Basilio.
Galati Mamertino giáp các đô thị: Frazzanò, Longi, San Salvatore di Fitalia, Tortorici.